# Elizabeth Abimbola Awoliyi
Elizabeth Abimbola Awoliyi (née Akerele, 1910-1971) est la première femme médecin au Nigeria. Elle est la deuxième président du Conseil national des sociétés des femmes (National Council of Women's Societies, NCWS) du Nigéria, de 1964 jusqu'à sa mort en 1971.

## Biographie
Elle est née à Lagos de David et Rufina Akerele et commence ses études à la St Mary's Catholic School, à Lagos, puis au Queen's College. Elle obtient son diplôme de médecine en 1938, de l'Université de Dublin, Cafreys College,,. Elle retourne au Nigeria et devient gynécologue et junior medical officer à l'Hôpital de la rue Massey à Lagos. Elle y devient plus tard médecin chef et directrice médicale, occupant ce dernier poste de 1960 à 1969. Aussi, le Ministère fédéral de la Santé (en) au Nigeria la nomme en tant que gynécologue et obstétricienne spécialiste senior en 1962.

## Prix et distinctions
Parmi ses récompenses, on peut citer : Ordre de l'Empire britannique (MBE), Iya Abiye de Lagos, Iyalaje de l'Empire Oyo, et l'Honneur National Nigérian – Officier de l'Ordre de la République Fédérale (OFR).
Le roman Retour à la Vie, par son fils Tunji Awoliyi, lui est dédié.
Elle est mentionnée dans le « Chapitre Six : Héroïnes nigérianes du 20e siècle », dans le livre Nigerian heroes and heroines: and other issues in citizenship education, par Godwin Chukwuemeka Ezeh.
L'Hôpital M. Abimbola Awoliyi Memorial est situé à l'Île Lagos, à Lagos.

## Conseil national des sociétés des femmes (NCWS)
Elizabeth Awoliyi est la première présidente de la branche de Lagos du Conseil national des femmes des sociétés et elle est membre du comité national de l'organisation. Elle négocie pour le don d'un siège social national situé Tafawa Balewa Square et est consultante pour la clinique de planification familiale de l'organisation qui deviendra plus tard la fédération de planification familiale du Nigeria. Elle succède à Kofoworola Ademola (en) comme deuxième président de la NCWS en 1964.

## Sources
- (en) Sola Ojewusi, Speaking for Nigerian women : (a history of the National Council of Women's Societies, Nigeria), Abuja, All State Pub. and Print. Co., 1996